# بانک اردن
بانک اردن (عربی: بنك الأردن) شرکت خدمات مالی و بانکداری اردنی است، که در سال ۱۹۶۰ تأسیس شد.